# コロア・タラケ
コロア・タラケ(Koloa Talake, 1934年6月7日 - 2008年5月26日)は、ツバルの政治家で元首相。 
ファイマラガ・ルカ前首相の不信任案が国会で可決されたことを受け、2001年12月に新首相就任。在職中はツバルのドメイン名である.tvの売却により安定的な財源を確保し、米国・オーストラリアの京都議定書批准をキリバス、モルディブと共に働きかけるなど積極的に対外政策を行ったが、2002年の総選挙で国会内の議席を失い首相職を辞任。その後はニュージーランドのオークランドに在住していた。